# 塞尔翁 (索里亚省)
塞尔翁，是西班牙卡斯蒂利亚-莱昂索里亚省的一个市镇。总面积18平方公里，总人口46人（2001年），人口密度3人/平方公里。